# بيثاني
بيثاني (بالإنجليزية: Bethany, Oklahoma)‏ هي مدينة تقع بولاية أوكلاهوما في الولايات المتحدة. تبلغ مساحة هذه المدينة 13.5 (كم²)، وترتفع عن سطح البحر 399 م، بلغ عدد سكانها 20307 نسمة في عام 2010 حسب إحصاء مكتب تعداد الولايات المتحدة.

## التركيبة السكانية
حدّد مكتب تعداد الولايات المتحدة بيانات التركيبة السكانية لبيثاني في تعداد الولايات المتحدة. في ما يلي، التركيبة السكانية حسب تعدادي 2000 و2010.

### تعداد عام 2000
بلغ عدد سكان بيثاني 20,307 نسمة بحسب تعداد عام 2000، وبلغ عدد الأسر 8,161 أسرة وعدد العائلات 5,277 عائلة مقيمة في المدينة. في حين سجلت الكثافة السكانية 1,499.8 نسمة لكل كيلومتر مربع (3,884.5/ميل2). وبلغ عدد الوحدات السكنية 8,874 وحدة بمتوسط كثافة قدره 655.4 لكل كيلومتر مربع (1,697.5/ميل2).
وتوزع التركيب العرقي للمدينة بنسبة 85.79% من البيض و4.36% من الأمريكيين الأفارقة و2.87% من الأمريكيين الأصليين و1.38% من الأمريكيين ذوي الأصول الآسيوية و0.05% من سكان جزر المحيط الهادئ و2.18% من الأعراق الأخرى و3.36% من عرقين مختلطين أو أكثر و5.80% من الهسبانيون أو اللاتينيون من أي عرق.
بلغ عدد الأسر 8,161 أسرة كانت نسبة 30.9% منها لديها أطفال تحت سن الثامنة عشر تعيش معهم، وبلغت نسبة الأزواج القاطنين مع بعضهم البعض 49% من أصل المجموع الكلي للأسر، ونسبة 12.1% من الأسر كان لديها معيلات من الإناث دون وجود شريك، بينما كانت نسبة 3.6% من الأسر لديها معيلون من الذكور دون وجود شريكة وكانت نسبة 35.3% من غير العائلات. تألفت نسبة 31% من أصل جميع الأسر من عدة أفراد يعيشون في نفس المنزل ونسبة 12.2% كانت تتألف من شخص يعيش بمفرده يبلغ من العمر 65 عاماً أو أكثر. وبلغ متوسط حجم الأسرة المعيشية 2.33، أما متوسط حجم العائلات فبلغ 2.91.
بلغ العمر الوسطي للسكان 36.4 عاماً. وكانت نسبة 22.6% من القاطنين تحت سن الثامنة عشر، وكانت نسبة 8.7% بين الثامنة عشر والرابعة والعشرين عاماً، ونسبة 25.7% كانت واقعةً في الفئة العمرية ما بين الخامسة والعشرين والرابعة والأربعين عاماً، ونسبة 21.3% كانت ما بين الخامسة والأربعين والرابعة والستين، ونسبة 15.2% كانت ضمن فئة الخامسة والستين عاماً فما فوق. يوجد لكل 100 أنثى 91.3 ذكر، ويوجد لكل 100 أنثى في الثامنة عشر من عمرها فما فوق 86.1 ذكر.
بلغ متوسط دخل الأسرة في المدينة 35,073 دولارًا، أما متوسط دخل العائلة فبلغ 43,905 دولارًا. وكان متوسط دخل الذكور 30,180 دولارًا مقابل 24,747 دولارًا للإناث. وسجل دخل الفرد الخاص بالمدينة 17,793 دولارًا. وكانت نسبة 6.9% من العائلات ونسبة 9% من السكان تحت خط الفقر، وكان من هؤلاء نسبة 13.1% تحت سن الثامنة عشر ونسبة 3.9% في الخامسة والستين من العمر وما فوق.

### تعداد عام 2010
بلغ عدد سكان بيثاني 19,051 نسمة بحسب تعداد عام 2010، وبلغ عدد الأسر 7,639 أسرة وعدد العائلات 4,721 عائلة مقيمة في المدينة. في حين سجلت الكثافة السكانية 1,407 نسمة لكل كيلومتر مربع (3,644.1/ميل2). وبلغ عدد الوحدات السكنية 8,673 وحدة بمتوسط كثافة قدره 640.5 لكل كيلومتر مربع (1,658.9/ميل2).
وتوزع التركيب العرقي للمدينة بنسبة 77.64% من البيض و5.62% من الأمريكيين الأفارقة و3.03% من الأمريكيين الأصليين و1.29% من الأمريكيين ذوي الأصول الآسيوية و0.14% من سكان جزر المحيط الهادئ و7.25% من الأعراق الأخرى و5.02% من عرقين مختلطين أو أكثر و13.36% من الهسبانيون أو اللاتينيون من أي عرق.
بلغ عدد الأسر 7,639 أسرة كانت نسبة 30.4% منها لديها أطفال تحت سن الثامنة عشر تعيش معهم، وبلغت نسبة الأزواج القاطنين مع بعضهم البعض 42.8% من أصل المجموع الكلي للأسر، ونسبة 13.6% من الأسر كان لديها معيلات من الإناث دون وجود شريك، بينما كانت نسبة 5.4% من الأسر لديها معيلون من الذكور دون وجود شريكة وكانت نسبة 38.2% من غير العائلات. تألفت نسبة 32.3% من أصل جميع الأسر من عدة أفراد يعيشون في نفس المنزل ونسبة 13.5% كانت تتألف من شخص يعيش بمفرده يبلغ من العمر 65 عاماً أو أكثر. وبلغ متوسط حجم الأسرة المعيشية 2.38، أما متوسط حجم العائلات فبلغ 3.02.
بلغ العمر الوسطي للسكان 36.4 عاماً. وكانت نسبة 23.2% من القاطنين تحت سن الثامنة عشر، وكانت نسبة 12.7% بين الثامنة عشر والرابعة والعشرين عاماً، ونسبة 23.9% كانت واقعةً في الفئة العمرية ما بين الخامسة والعشرين والرابعة والأربعين عاماً، ونسبة 23.4% كانت ما بين الخامسة والأربعين والرابعة والستين، ونسبة 16.8% كانت ضمن فئة الخامسة والستين عاماً فما فوق. وتوزع التركيب الجنسي للسكان بنسبة 48.5% ذكور و51.5% إناث.

## أعلام
- هوارد هندريك
- هيو الكسندر
- كيفن إل. وارد
- بيري جونستون
- تومي كولينز
- ألي رينولدز

## وصلات خارجية
- The US50 - Cities and Towns in Oklahoma State